# RCA 돔
RCA 돔(RCA Dome)는 미국 인디애나주 인디애나폴리스에 없어진 실내 경기장이다. 과거 NFL 인디애나폴리스 콜츠의 홈경기장으로 사용되었다. 1979년, 1987년 NBA 올스타전 이후로 세번째로 NFL 스타디움에서 열린 올스타 게임이다. 경기장 남쪽에 루카스오일 스타디움을 신축한 후 철거되었다.
1992년 4월 5일, WWF 레슬매니아 8이 개최되었다. 관객 수는 62,167명
| NBA 올스타전 개최 경기장 |                  |                 |
| 1984년                   | 1985년 후지어 돔 | 1986년          |
| 맥니콜스 스포츠 아레나   | 1985년 후지어 돔 | 리유니언 아레나 |
|                          |                  |                 |
|                          |                  |                 |